# Novaculichthys taeniourus
Novaculichthys taeniourus är en art i familjen läppfiskar som huvudsakligen lever vid korallrev och laguner i Indiska oceanen och Stilla havet. Utbredningsområdet sträcker sig från Californiaviken till Panama och fortsätter över Stilla havets tropiska delar till Filippinerna, Indonesien och Australien. I Indiska oceanen finns arten fram till Afrikas östra kustlinje.
Fisken är färgglad och når en längd mellan 27 och 30 centimeter. Vuxna individer föredrar korallrev som ligger 14 till 25 meter under vattenytan.
Det är inte mycket känt om artens sätt att fortplanta sig men det antas att den liksom andra läppfiskar kan byta kön under livet.